# IFL Group
IFL è una compagnia aerea cargo con sede a Waterford, nello stato del Michigan. Effettua voli ad hoc e a contratto per FedEx e UPS.
Il nome Gulf and Caribbean Cargo è stato utilizzato tra il 1983 e il 2009 dopo aver integrato le operazioni di Contract Air Cargo. 

## Storia
È stata fondata e ha iniziato le operazioni nel 1983 ed è interamente di proprietà di IFL Group Inc. Vola con Dassault Falcon in ossequio alle regole la Part 135 e Boeing 727 secondo la Part 121. La finanziaria ha acquistato quattro Bombardier CRJ 200, diventando la prima al mondo ad utilizzare la cellula del birettore esclusivamente per il trasporto di merci.
Poca fortuna ebbe invece la sussidiaria Corporate Express che aveva iniziato a volare nel 1983 con velivoli ad elica.

## Flotta
A dicembre 2022 la flotta di IFL Group è così composta: